# ピーター・ウンジャン
ピーター・ウンジャン（Peter Oundjian, 1955年 トロント – ）は、カナダのヴァイオリニスト・指揮者。

## 略歴
アルメニア人の父親とイングランド人の母親の間に、5人きょうだいの末っ子として生まれる。イギリスで教育を受け、7歳の時にイングランドでマヌーグ・パリキアンにヴァイオリンを師事した。英国王立音楽大学に進んだ後、ニューヨークに留学してジュリアード音楽院でイヴァン・ガラミアンやドロシー・ディレイ、イツァーク・パールマンに師事している。
1980年にチリのビーニャ・デル・マール国際ヴァイオリン・コンクールで優勝する。東京カルテットに第1ヴァイオリン担当として入団し、14年にわたって目ざましい業績を残した。1981年からは、イェール大学音楽学部の助教授として教鞭を執っている。再三にわたる腱鞘炎のために演奏家としての活動から引退せざるを得なくなり、指揮者への転身を図った。
1998年から2003年までアムステルダム・シンフォニエッタの芸術監督に就任し、カラムーア国際音楽祭の芸術顧問および首席客演指揮者も務めている。コロラド交響楽団にも3年のあいだ首席客演指揮者に迎えられた。このほかに、シカゴ交響楽団、サンフランシスコ交響楽団、デトロイト交響楽団、セントルイス交響楽団、ベルリン交響楽団、フィラデルフィア管弦楽団、ザールブリュッケン放送交響楽団、バーミンガム市交響楽団、チューリヒ・トーンハレ管弦楽団に客演しており、フィラデルフィア管弦楽団の「アブゾリュートリー・モーツァルト」夏の音楽祭でも指揮した。
2003年1月にトロント交響楽団の音楽監督に任命され、2004年に就任した。同楽団は、ウンジャンが赴任するまで財政上の困難を抱えていたが、ウンジャンの就任後の貢献によって経済状況が改善された。2005年のカナダのドキュメンタリー映画『9月の5日間、オーケストラの再生』（Five Days in September: The Rebirth of an Orchestra）は、ウンジャンを新しい監督に迎えた最初のシーズンの記録である。2007年2月に、トロント交響楽団との契約は2012年まで延長された。また、デトロイト交響楽団の首席客演指揮者と芸術顧問に指名され、2006年9月より発効となった。2022年からコロラド交響楽団首席指揮者。

## 家族・親族
- ナディーヌ夫人との間に2人の子供がいる。
- イギリスの喜劇俳優エリック・アイドルは母方の従兄弟である。アイドルとジョン・デュプレの合作による、モンティ・パイソン映画『ライフ・オブ・ブライアン』に基づくコミック・オラトリオ《ノット・ザ・メサイア》をトロント・ルミナート[8]において初演した[9] [10]。

## 註
1. ↑  Yale Bulletin and Calendar, Vol. 26 (No. 19), 2-9 February 1998. Archived 2006年9月17日, at the Wayback Machine.
2. ↑  Colin Eatock, "Oundjian on Board".  Opus, fall 2004.[リンク切れ]
3. ↑  John Terauds, "TSO's new season".  Toronto Star, 3 February 2007.
4. ↑  John Terauds, "Conductor puts mark on TSO through '12".  Toronto Star, 8 February 2007.
5. ↑  Mark Kanny, "Conductor believes symphony alludes to events in composer's childhood".  Pittsburgh Tribune-Review, 16 February 2007.[リンク切れ]
6. ↑  Vivien Schweitzer, "Detroit Symphony Appoints Peter Oundjian Principal Guest Conductor".  Playbill, 20 June 2006.
7. ↑  “デンバー発 〓 コロラド響の首席指揮者にピーター・ウンジャン”. 月間音楽祭. アメリカ 楽壇ニュース. 2024年4月12日閲覧。
8. ↑  トロント・ルミナート
9. ↑  John Terauds (2007年6月2日). “Not the Messiah captures best '70s British humour”. Toronto Star 2007年7月13日閲覧。
10. ↑  John Terauds (2007年5月27日). “The afterlife of Brian”. Toronto Star 2007年7月13日閲覧。